# Canelinha
Canelinha é um município brasileiro do Estado de Santa Catarina. Localiza-se a uma latitude 27º15'54" sul e a uma longitude 48º46'04" oeste, estando a uma altitude de 17 metros. Possui área territorial de 151,409 km² e sua população foi estimada em 12 240 habitantes, conforme dados do IBGE de 2019.
É conhecida como Cidade das Cerâmicas devido ao grande número de olarias, indústrias que movimentam boa parte da economia do município.

## História
Com a distribuição de sesmarias por todo o vale do Rio Tijucas, no final do século XVIII e início do século XIX, a preocupação do governo em desbravar e colonizar as terras até então inabitadas, gerou grande fluxo de aventureiros na região, subindo e descendo o rio Tijucas. Os portugueses (sobretudo, açorianos) foram os primeiros a habitar a região. Somente em 1875 chegam alguns italianos que se estabelecem, sobretudo, na localidade do Moura.

## Criação
O povoado de Canelinha pertencia ao município de Tijucas. Passou a condição de distrito de Tijucas em 26 de janeiro de 1934. Em 23/12/1962, pela lei n° 855, torna-se município.  Seu primeiro prefeito foi o Sr. Bertoldo Manoel Cirilo.

## Turismo
Na localidade de Galera há um pico, o Morro da Pipa, ideal para prática de voo livre  ou Mountain Bike .
Para quem gosta de tradições gaúchas, em Canelinha fica também a Fazenda Silva Neto, localizada no bairro do Moura, que anualmente, em setembro, apresenta rodeios nacionais muito movimentados. 
A principal festa da cidade, entretanto, é a Festa de Sant'Ana que anualmente, em julho, homenageia a padroeira do município. 
Canelinha também é conhecida por possuir, na localidade do Areão, a maior pista de motocross da América Latina[carece de fontes?], além de ser a mais charmosa e tradicional pista do Brasil.  Em 2009, Canelinha foi sede de uma das etapas do mundial de motocross.

## Cultura
Em 2019, foi inaugurada a Casa Sant'Anna, uma construção de 1902 restaurada no estilo original e que hoje abriga um museu para a preservação da história e cultura canelinhense. 